# مايكل بولهاوس
مايكل بولهاوس (بالألمانية: Michael Ballhaus) (مواليد 5 أغسطس 1935 في برلين - 11 أبريل 2017)، هو مصور سينمائي أمريكي. قدم خلال مسيرته الفنية أكثر من 130 فيلم وعمل مسرحي وتلفزيوني، وبدأ العمل في ألمانيا قبل أن يحقق نجاحاً في الولايات المتحدة.

## وصلات خارجية
- مايكل بولهاوس على موقع IMDb (الإنجليزية)
- مايكل بولهاوس على موقع مونزينجر (الألمانية)
- مايكل بولهاوس على موقع قاعدة بيانات الأفلام العربية
- مايكل بولهاوس على موقع ألو سيني (الفرنسية)
- مايكل بولهاوس على موقع ميوزك برينز (الإنجليزية)
- مايكل بولهاوس على موقع أول موفي (الإنجليزية)
- مايكل بولهاوس على موقع بوكس أوفيس موجو (الإنجليزية)
- مايكل بولهاوس على موقع قاعدة بيانات الأفلام السويدية (السويدية)
- مايكل بولهاوس على موقع ديسكوغز (الإنجليزية)
- مايكل بولهاوس على موقع قاعدة بيانات الفيلم (الإنجليزية)